# Ugo Fano
Ugo Fano (Torino, 28 luglio 1912 – Chicago, 13 febbraio 2001) è stato un fisico teorico italiano naturalizzato statunitense.

## Biografia
Nacque a Torino in una famiglia ebraica benestante da Gino Fano, importante matematico; il fratello Roberto Fano è stato professore emerito di ingegneria elettronica al MIT.
Sua moglie, Camilla "Lilla" (Lattes) Fano, fu insegnante ed anche coautrice di un testo di fisica atomica e molecolare. L'appendice III del libro descrive con semplicità la collisione tra particelle cariche, descrizione che fu in seguito utilizzata da Feynman nella lezione Feynman's Lost Lecture: The Motion of Planets Around the Sun. In seguito, nel 1972, la coppia pubblicò una versione estesa del libro.
Il cugino di Fano, Giulio Racah, diede contributi notevoli alla teoria quantistica, in particolare riguardo al momento angolare, introducendo l'algebra di Racah.
Ugo Fano fu membro della National Academy of Science, membro associato della American Academy of Arts and Sciences, della American Physical Society e della Royal Society.
Morì nel 2001 dopo aver contratto la malattia di Alzheimer.

### Studi e ricerche
Ugo Fano conseguì la laurea in matematica presso l'Università degli Studi di Torino nel 1934 sotto la guida di Enrico Persico con una tesi "Sul calcolo dei termini spettrali e in particolare dei potenziali di ionizzazione nella meccanica quantistica".
Si trasferì quindi a Roma per lavorare insieme ad Enrico Fermi e Edoardo Amaldi, divenendo uno dei membri del famoso gruppo dei "ragazzi di via Panisperna". Fano sviluppò, insieme ad Enrico Fermi, il suo principale contributo teorico, poi denominato "profilo di risonanza di Fano", teoria che condusse a due pubblicazioni scientifiche,  tra le più citate all'interno della prestigiosa rivista Physical Review.
Tra il 1936 ed il 1937 Fano collabora a Lipsia con Werner Heisenberg. 
Esortato da Fermi, nel 1939 emigra negli Stati Uniti, via Argentina, per sfuggire alle leggi razziali fasciste, divenendo quindi cittadino americano. Era infatti di famiglia ebraica.
Il suo lavoro negli Stati Uniti si concentra sia sui batteriofagi che su pionieristici studi di fisica radiologica, occupandosi principalmente delle differenze degli effetti tra i Raggi X e i neutroni sui processi biologici.
Durante la seconda guerra mondiale, dopo aver lavorato presso l'Aberdeen Proving Grounds, si unì allo staff dell'ufficio Nazionale degli standard, l'NBS (ora National Institute of Standards and Technology), dove fu assunto come primo fisico teorico del gruppo. Vi rimase fino al 1966, quando poì si spostò presso la facoltà di fisica dell'Università di Chicago.
Ugo Fano contribuì notevolmente allo sviluppo delle sue ricerche per un periodo di ben sei decenni, sui temi della fisica atomica, della fisica molecolare e nella fisica radiologica, allora agli albori.
Diverse ricerche in queste aree della fisica nascono da suoi fondamentali contributi. Fenomeni come il profilo di risonanza di Fano, il fattore di Fano, l'effetto Fano, e il meccanismo Fano-Lichten portano il suo nome.

## Premi
Nel 1989 gli fu assegnato il William F. Meggers Award.
Nel 1995 fu insignito del prestigioso Premio Enrico Fermi da parte del Dipartimento dell'Energia degli Stati Uniti.